# 미아전기자동차
미아전기자동차는 프랑스의 전기자동차 제조업체이다. 프랑스 Cerizay에 있는 미아전기자동차는 프랑스산 순수 배터리 전기 자동차 Mia를 설계 및 제작하였다.
Mia는 회사가 출시한 최초의 순수 전기차 모델이다. 미아전기차는 9.7Kw(13마력)모터, 8킬로와트 리튬 철 인산염(LiFePO4 또는 LFP)배터리 팩을 장착하여 시속 90 킬로미터 (56 mi), 최고 속도 시속 100킬로미터(62마일)이다.
2011년 6월에 생산을 시작하여 2012년 하반기부터 일반에게 판매를 시작했다. 재정적 문제로 2013년 12월에 생산을 중지했다. 프랑스 니오르 상업법원은 2014년 3월에 법적으로 청산절차를 결정했다.

## 모델
Mia 전기차 모델 3종
- Mia,
- Mia L
- Mia U

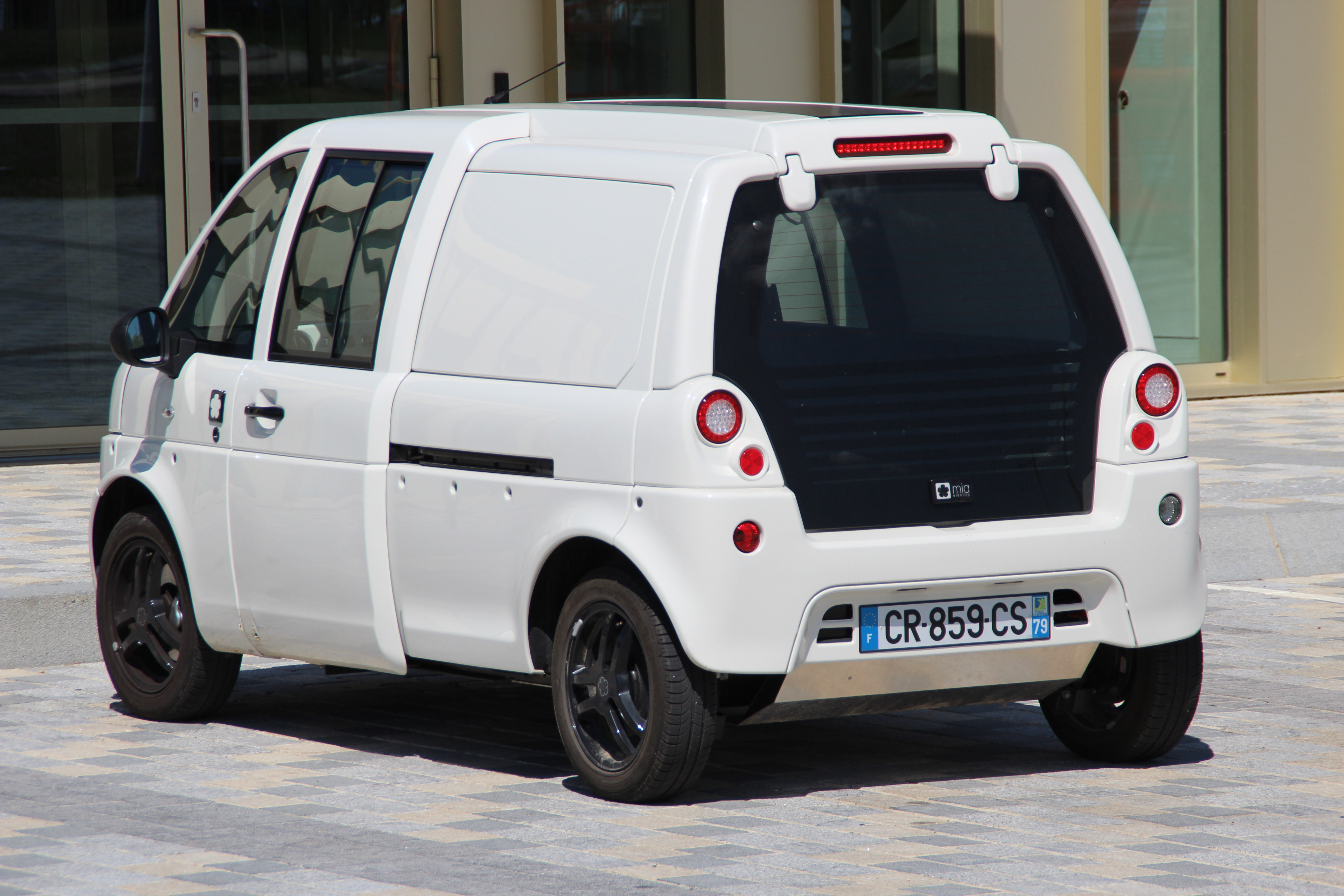
Mia U

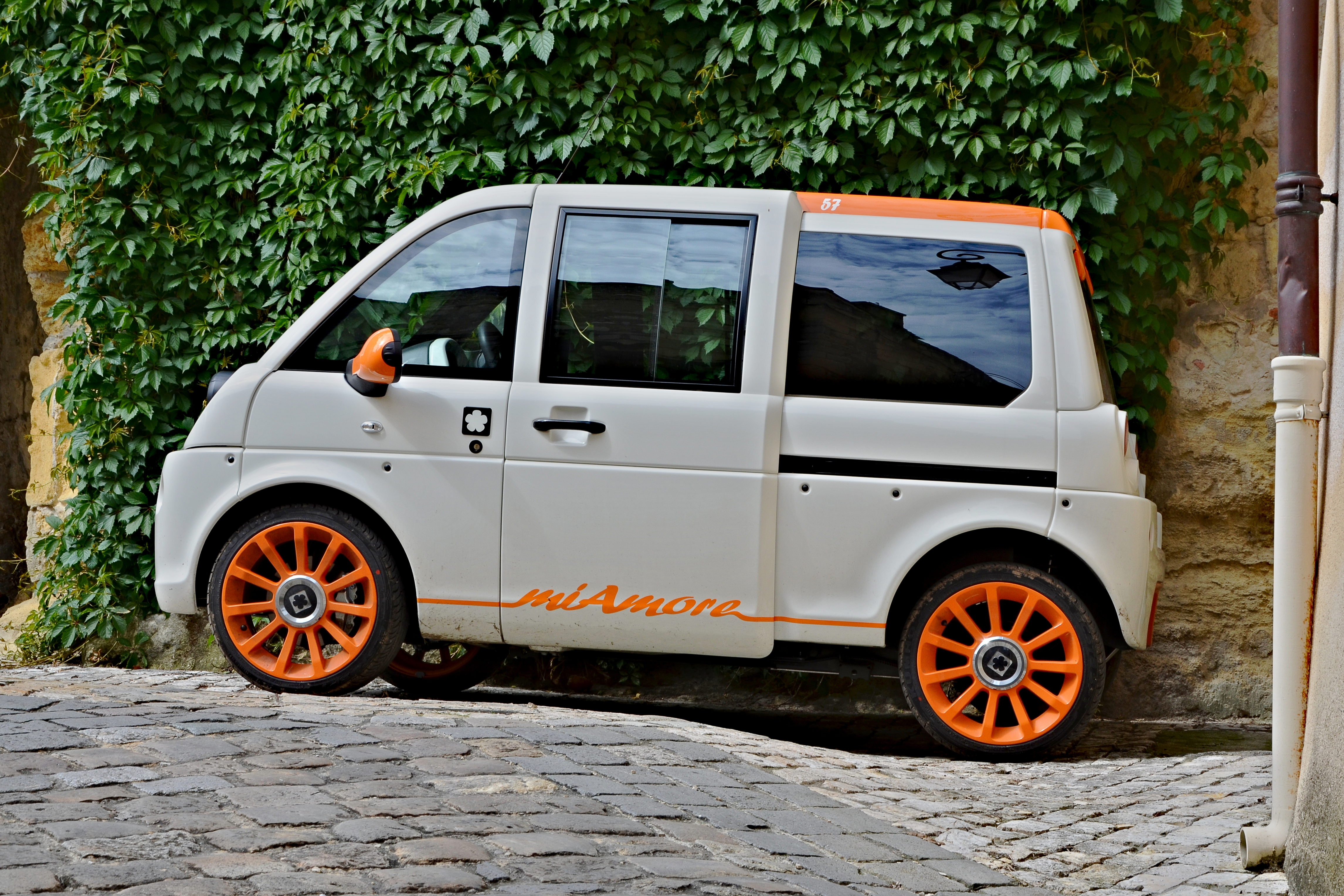
Mia L "miAmore"

모든 버전에는 교체가 가능한 두가지 배터리 옵션이 있다. 기본형인 8kWh 배터리와 교체가 가능한 12Kwh 배터리 타입이 있다. 주행거리는 기본형 8Kwh 배터리로는 80~90Km (50~56마일), 12Kwh배터리로는 120~130Km (75~81마일) 주행이 가능하다. 배터리 팩의 보증기간은 3년이다. 최대 주행거리는 NEDC 테스트 절차를 통과한 것이다. 주행거리는 혹한이나 적재량에 따라 줄어들 수 있다.
미아 기본 Mia C 버전은 3인승 2.87미터(9ft 5in), 양쪽 문은 슬라이딩 도어이며 운전석이 중앙에 배치되어있다. VAT제외한 가격이 12,255유로 (약 16,532US$)부터이고 저탄소 차량 정부보조금 지원이 가능하다. 미아 롱 버전인 Mia L은 4인승, 3.19미터 (10.5ft)로 12,781유로 (17,241US$)부터 시작한다. 미아 U는 1인승 밴으로 3.19미터이며 가격은 11,730유로(15,823US$)부터 시작한다. Mia U의 화물의 용량은 1,500리터 이상 (330 imp gal, 400 US gal)이다.
안전을 위한 시스템으로는 세 가지 모델 모두 승용차에 대한 유럽 안전 표준에 합격하여 고속도로 주행이 가능하고 운전자를 위한 중앙 에어백 장착 외에 3점 안전벨트를 채용했고, 브레이크에 ABS (Anti-lock Breaking System), 비상용 사이드 브레이크가 장착되어 있다.

## 생산 및 판매

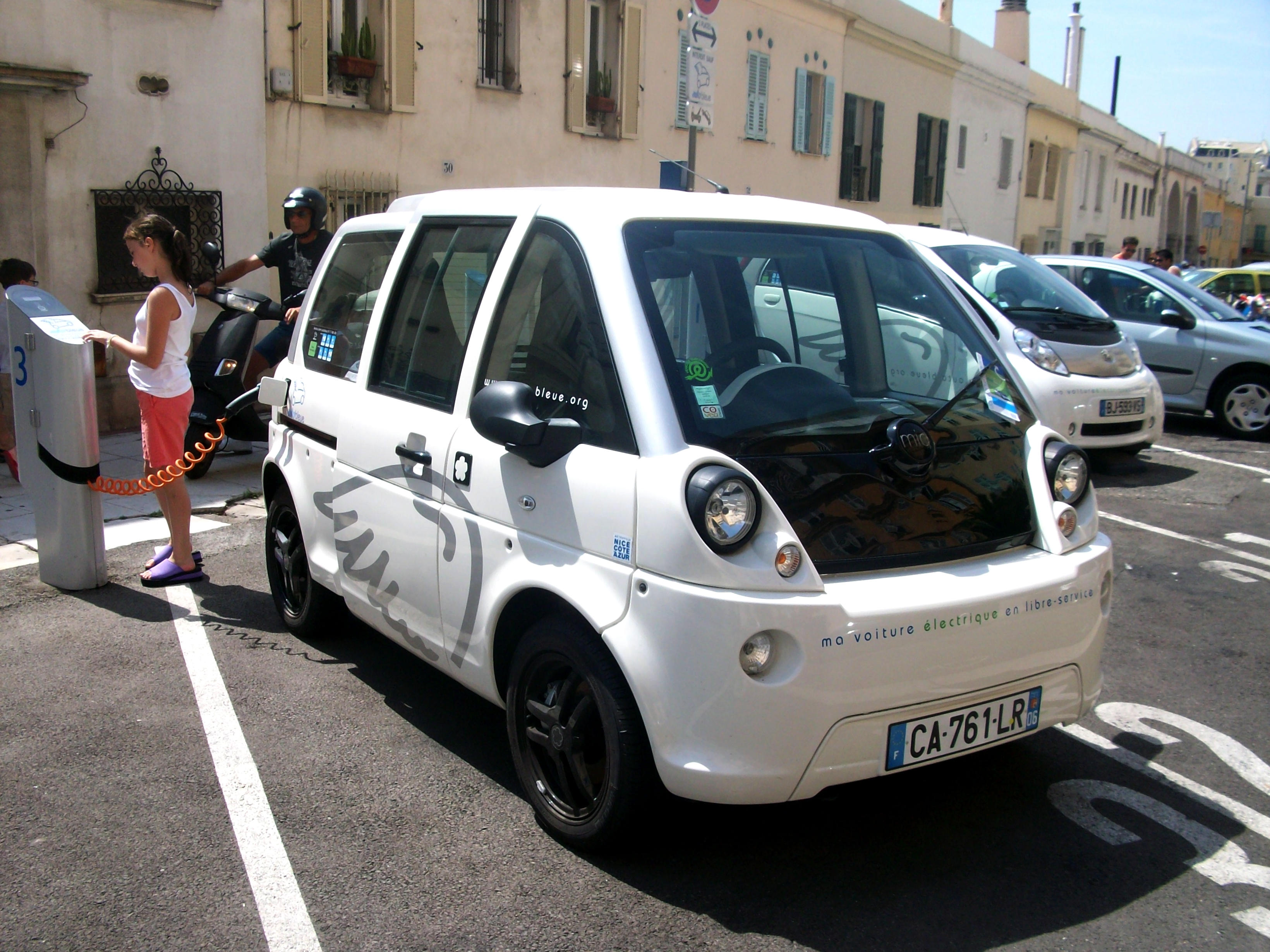
프랑스 니스에서 자동차 공유 프로그램으로 미아 전기차를 채택하고 있다

2010년 완전히 새로운 시설을 갖춘 자동차 제조 공장은 현재 법규로 가장 까다로운 생산 공장을 인증하는 ISO9001 과 ISO14001 표준을 인정받았다. Mia 전기자동차는 내부에 디자인 스튜디오를 갖추고 16명의 자동차 디자이너와 R&D 부서에 80명 이상의 엔지니어들이 일하고 있다.
미아의 대량 생산 전 모델은 2011년 제네바 모터쇼에서 소개된 바 있다. 본격적인 대량 생산 버전은 2011년 프랑크 푸르트 모터쇼에서 전시된 바 있다.
Mia의 판매망은 주로 전기차 판매 전문 업체를 통해, 프랑스를 비롯해서, 독일, 벨기에, 네덜란드, 영국, 룩셈부르크, 노르웨이, 체코공화국, 캐나다, 이탈리아, 스위스, 일드라 레위니옹, 뉴칼레도니아, 남아프리카까지 퍼져있다. Mia 전기차는 전세계적으로 전략적 파트너쉽을 형성하여 글로벌 마켓에서 구매하능한 목표를 달성하고자 한다. 2011년 6월에 생산을 시작했고 초기에는 프랑스와 독일의 단체 판매에 한정되었다. 일반 대중 판매는 2012년에 시작되었다.  2012년 10월에 승용차 660대, 미아U 밴 123대가 판매되었다. 프랑스가 선도 시장으로 2011년부터 2014년 1월까지 프랑스에만 843대가 등록되었다.
2013년 12월 재정적인 문제로 생산이 중지되었다. 회사는 2014년 2월에 법정관리에 들어갔다. 니오르 상업법원은 2014년 3월 법적으로 청산절차에 들어갈 것을 결정했다.

## 참조
- 국가별 전기차 사용
- 플러그 접속식 전기 차량에 대한 정부지원
- 플러그 접속식 전기 차량목록
- 배터리 전기 자동차목록